# صمام إعتاق الهواء

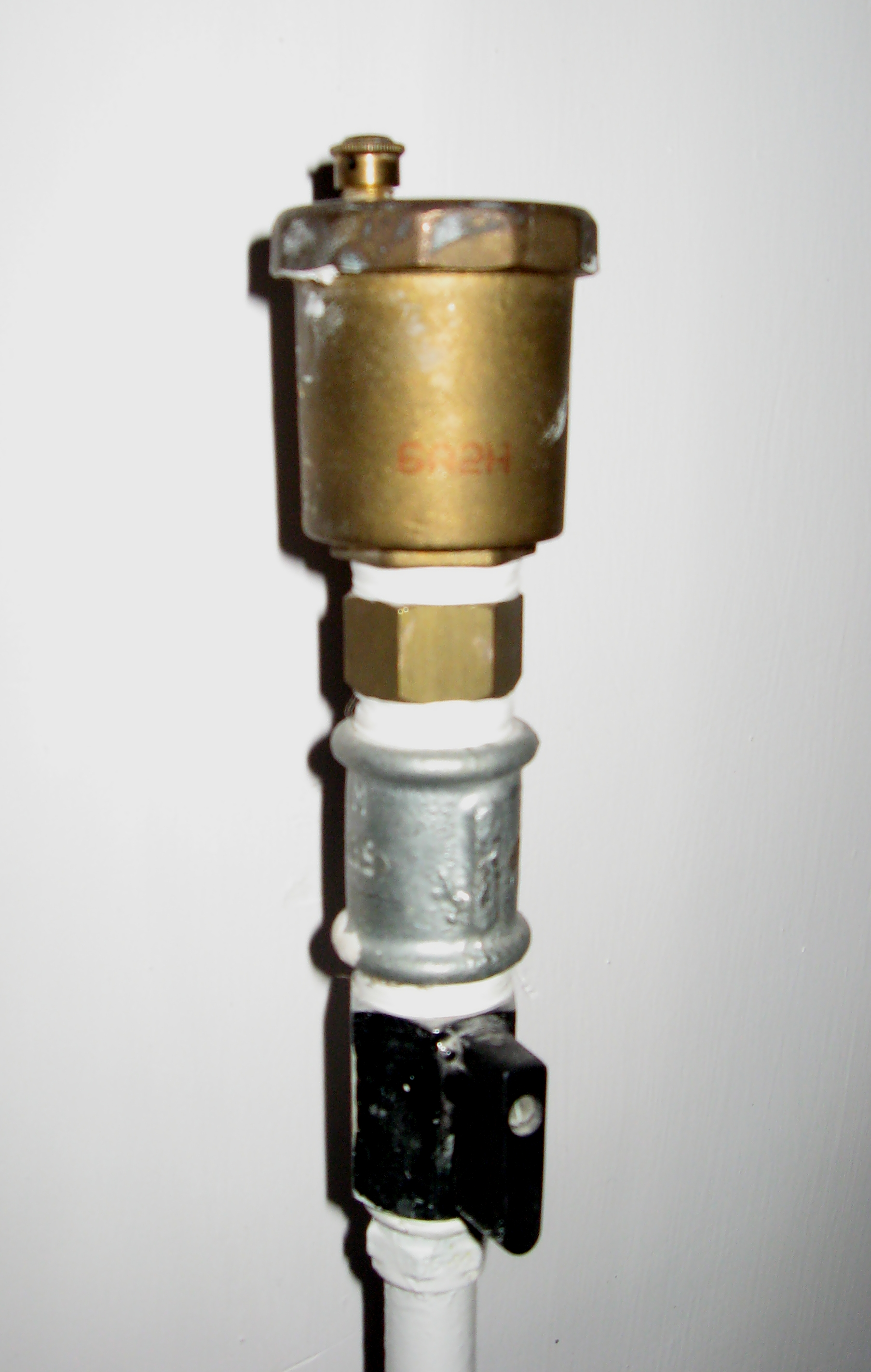
Brass-bodied float valve

صمام تفريغ آلي (Automatic Bleeding Valve) أو صمام إعتاق الهواء أو صمام اطلاق الهواء (air release valve) أختصارا (ARV)، يعمل على طرد الهواء واعتاقه من الخطوط.

## وظيفته
- يستخدم في تفريغ الهواء أثناء ملء الخط وطرد الهواء.
- يستخدم عند ادخال الهواء إلى الخط أثناء التصفية أو الكسر.

## أماكن تركيبه
- يركب هذا الصمام في قمم القطاع الطولي على مسارالخطوط الناقلة للموائع (كالمياه و السوائل)، وفي هذه الحالة يوضع داخل غرفة خاصة تسمى غرفة صمام الهواء.
- يركب في أعلى الصواعد داخل الأبنية.